# 迪凯特 (阿拉巴马州)
迪凯特是美国亚拉巴马州莱姆斯通县和摩根县的一座城市，位于惠勒湖和田纳西河畔，面积155.1公里，人口53,929人（2000年），其中白人占75.5%、非裔美国人占19.56%。
迪凯特是摩根县最大的城市和县治所在。迪凯特是亨茨维尔-迪凯特都市区的一部分，也是该都市区的第二大城市。

## 历史

### 早期历史
起初，该市被称为"罗得渡轮码头"，以亨利·W·罗得命名。亨利·W·罗得是是当地的农场主，曾于1810年代在田纳西河经营渡轮。这里曾是田纳西河上重要过河通道。由于肥沃的土地和便捷的航运，该市吸引了不少早期的定居者。
1821年，詹姆斯·门罗总统以1820年被暗杀的海军准将,1812年战争中的英雄斯蒂芬·迪凯特将这座城市更名为迪凯特。
1836年，图斯库比亚、考特兰和迪凯特铁路建，该市位于这条铁路的最东端。这条铁路是阿巴拉契亚山脉以西的第一条铁路，连通了附近几个重要的航运网点。1850年，这条铁路更名为孟菲斯-查尔斯顿铁路。这条铁路的兴建大大促进了当地经济的发展，使迪凯特人口迅速增加，迪凯特很快成为了重要的工业中心和交通枢纽。

### 美国内战
在美国内战期间，由于该市是田纳西河上的重要河运枢纽，并且有铁路经过，因此拥有重要的战略地位。该市曾多次被美利坚联盟国军队和美利坚合众国军队争夺。

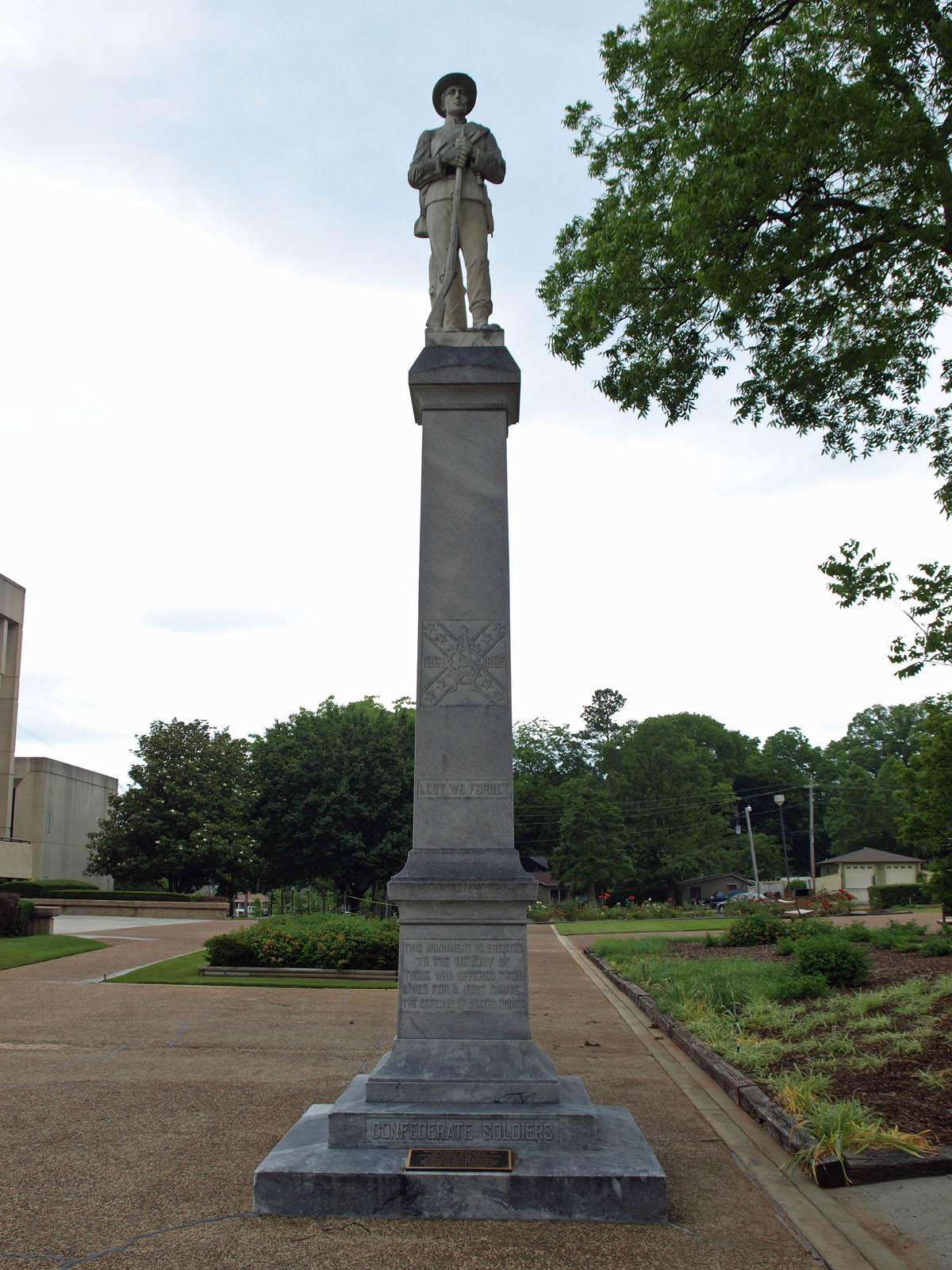
迪凯特摩根县法院前的联盟军雕像

联盟军占领迪凯特时，指挥官曾下令摧毁城里的所有建筑。许多建筑物被拆除，用来建造军队营房等。仅旧州立银行等四座建筑得以保存。旧州立银行已有173，年历史，是亚拉巴马州现存最古老的银行。

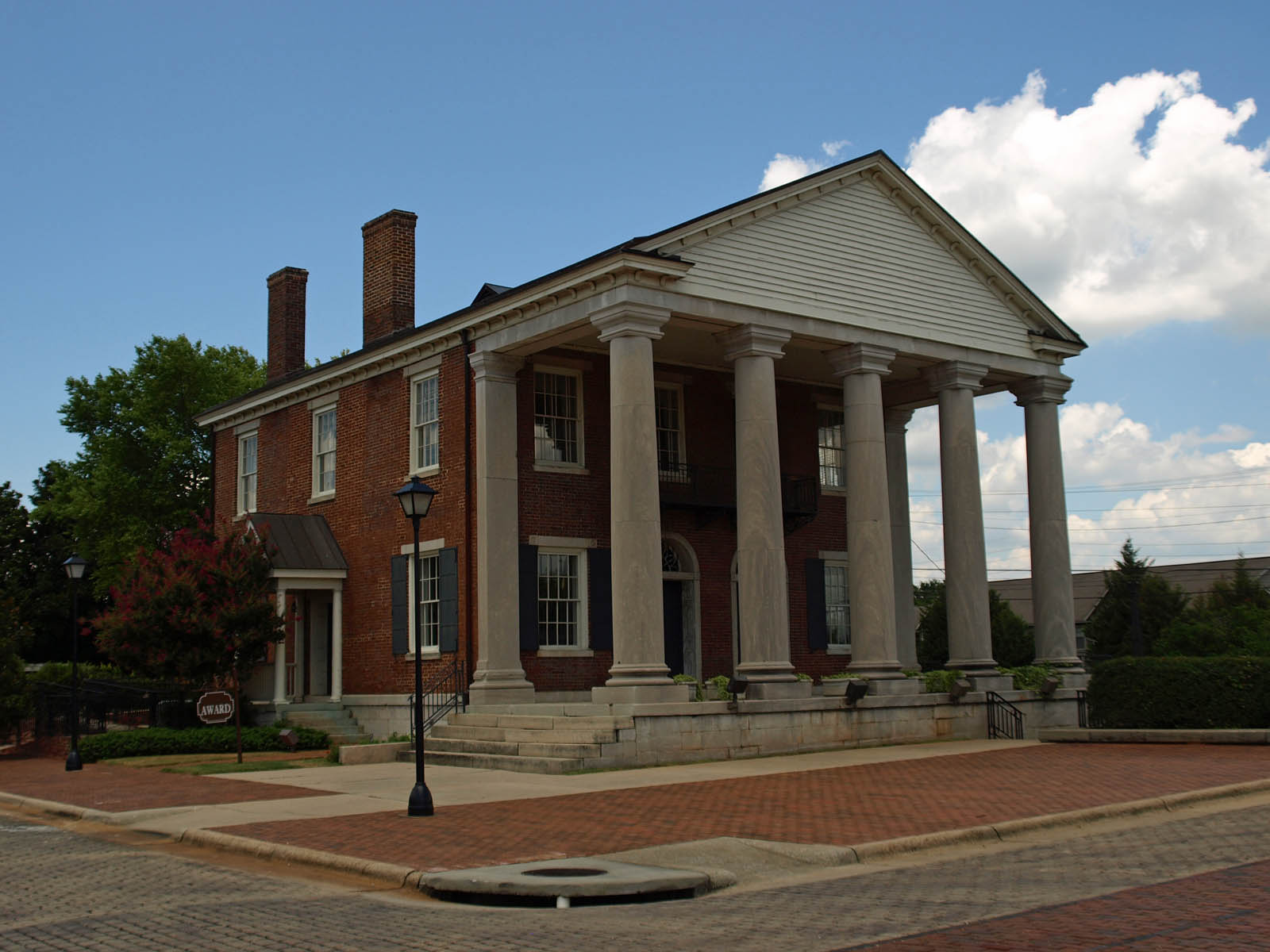
迪凯特的旧州立银行

### 内战后
美国内战结束后，迪凯特已经成为一片废墟。新迪凯特（即奥尔巴尼（阿拉巴马州））于1887年成立，但旧迪凯特的居民对此十分不满。新迪凯特在1888年爆发黄热病，导致当地人口锐减，阻止了新迪凯特的扩张。新迪凯特于1916年9月举行投票，以奥尔巴尼（纽约州）改为现名。1927年，奥尔巴尼和迪凯特正式合并。
20世纪，迪凯特经济继续蓬勃发展。1929年，迪凯特市安装了该市第一个交通信号灯。20世纪后期，随着亨茨维尔市航天工业的发展，亨茨维尔逐渐在经济上超过迪凯特，使该市重要性有所下降。

## 经济
迪凯特市的航运十分发达，迪凯特港是田纳西河上最繁忙的内河港口之一。每天有大量驳船经过港口。有许多知名公司在迪凯特开设工厂，其中有12家位列财富世界500强，包括通用电气、3M、联合发射联盟等企业。

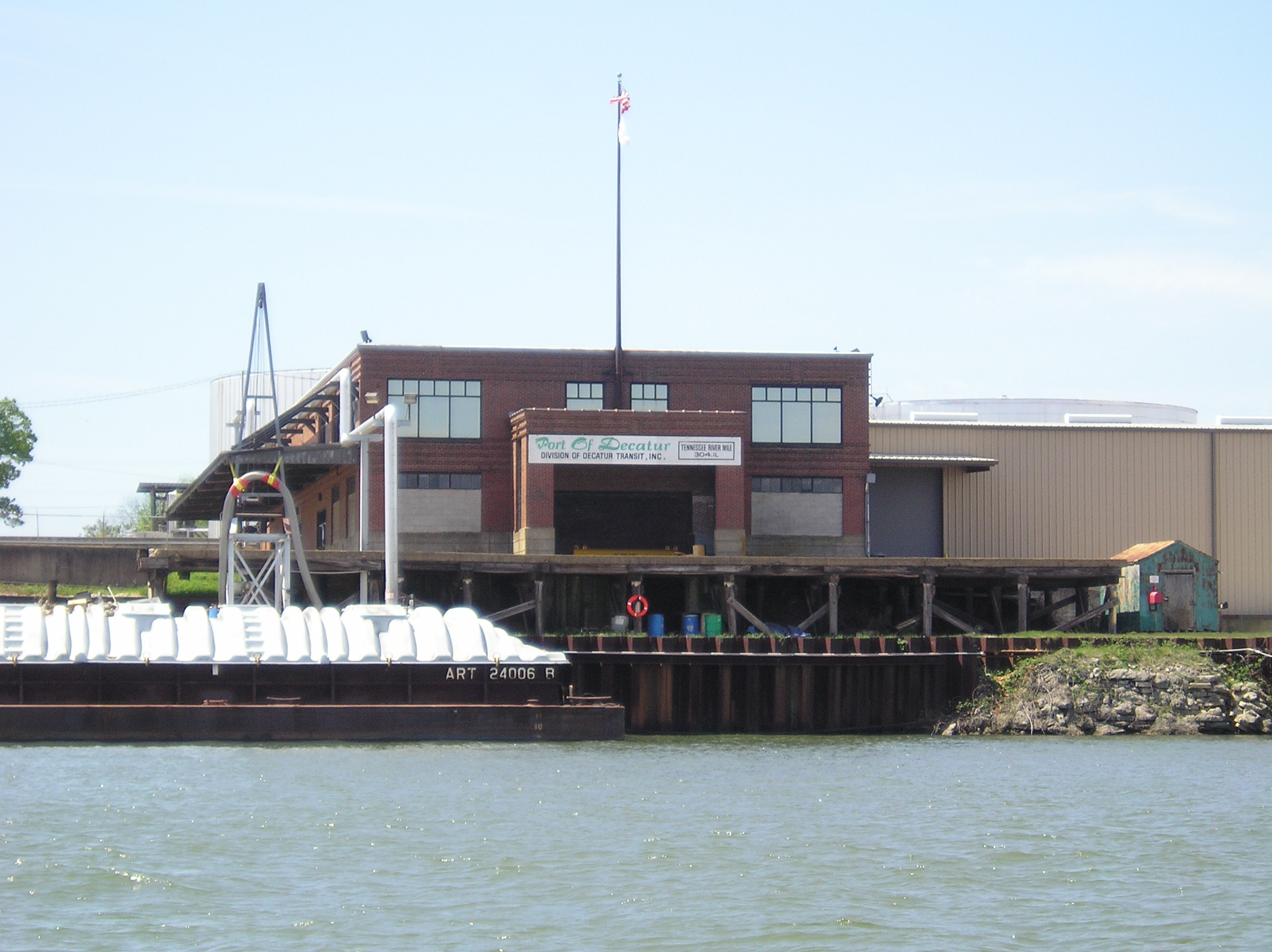
迪凯特港外景

联合发射联盟批准了洛克希德·马丁和波音公司的火箭制造合同合并到迪凯特工厂的中心位置。美国政府使用的所有卫星发射火箭都将在迪凯特制造。这项批准为迪凯特地区带来了230多个新工作。联合发射联盟工厂将利用田纳西河将火箭运送到卡纳维拉尔角。

### 旅游业
旅游业是迪凯特经济的重要组成部分，来自城镇内外以及来自其他许多国家和地区的数十万人参加了一些南部的重要节日。
阿拉巴马州禧年热气球比赛始于1978年，是南部最古老的热气球比赛之一。该比赛通常在阵亡烈士纪念日举行。随着来访人数增加到10万之多，人们会放60多个七层高的气球。由于阿拉巴马州热气球比赛的缘故，迪凯特被阿拉巴马州州议会命名为“阿拉巴马州的热气球之都”。

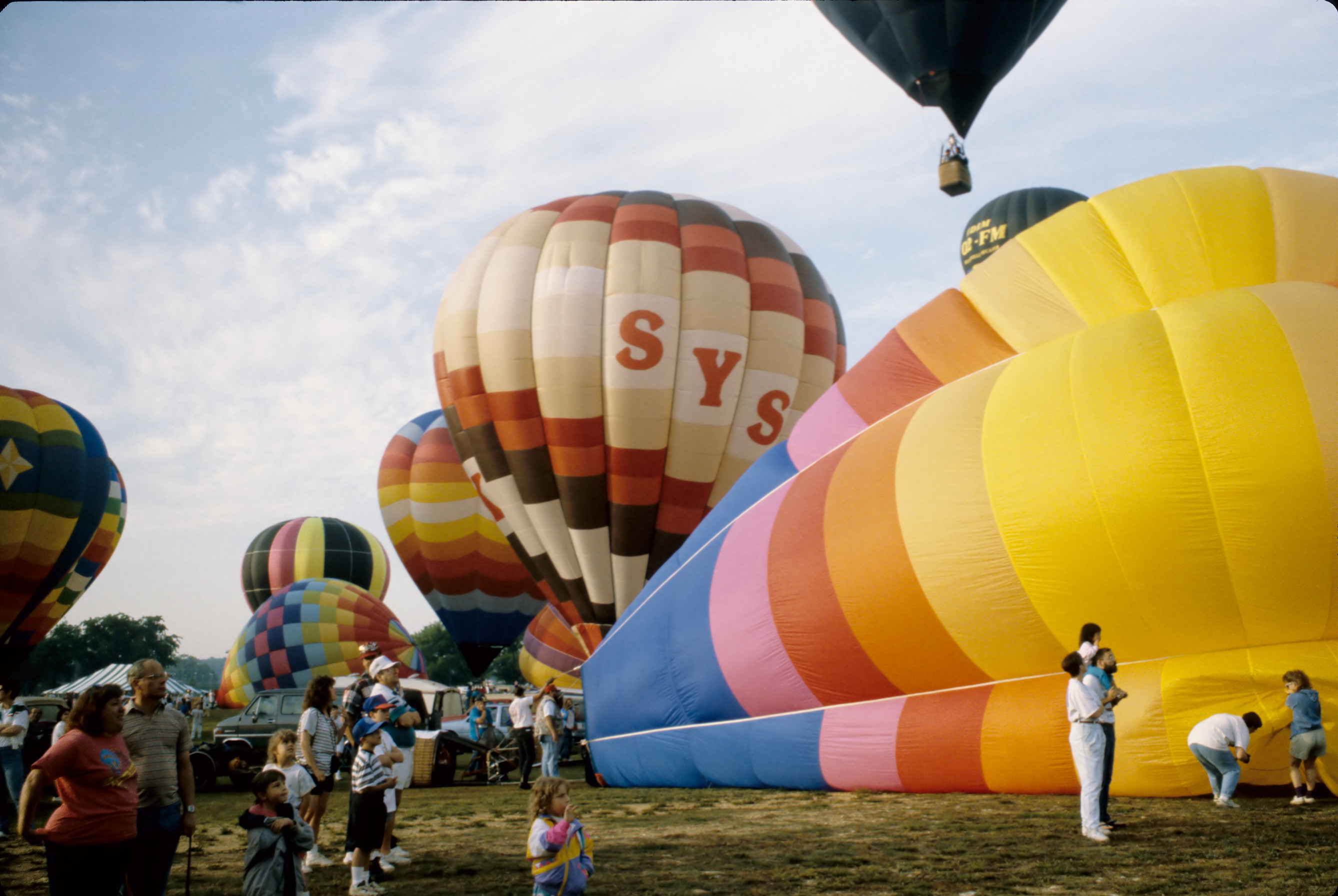
1990年的阿拉巴马禧年热气球比赛

美国精神节庆典是南方最大的在美国国庆节举行的免费节日庆典之一。有超过65000人到达迪凯特观看年度庆典和美国精神小姐选美大赛。该竞赛从1976年到2013年被称为“ Point Mallard小姐”。该竞赛于2014年被移至公主剧院举行。
迪卡特（Decatur）和阿拉巴马州北部的另一项大型活动-机架马世界庆典吸引了来自世界各地的马匹参加规模最大的机架马比赛。 庆典在Priceville附近的Arena Arena举行，每年吸引多达75000名粉丝和参赛者。
2018年，库克自然科学博物馆开幕，地址位于阿拉巴马州东北部迪凯特市东北第四大街133号35601，并在最先进的设施中展示了多种本地动植物物种。库克自然科学博物馆在今日美国的2020年10项最佳读者选择奖中被提名为过去两年中最佳新博物馆之一。库克自然科学博物馆唯一获得提名的亚拉巴马州的博物馆。